# Stade des Frères-Brakni
Pour les articles homonymes, voir Brakni.
 (mars 2025).
Le stade des Frères-Brakni (en arabe : ملعب الإخوة براكني) est un stade de football situé à Blida, au sud d'Alger (Algérie).
Ce stade peut accueillir jusqu'à 10 000 spectateurs.